# Мир у Буші

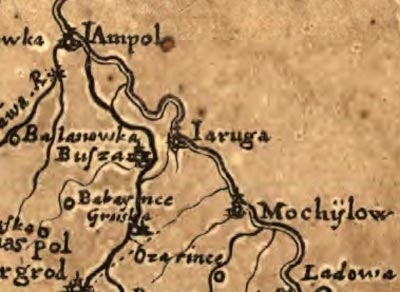
Буша на мапі інженера Боплана, 1648. Південь на мапі згори

Мир у Буші (пол. Pokój w Buszy, також Мир у Ярузі) — мирна угода, укладена Станіславом Жолкевським (Річ Посполита) та Іскендер-пашою (Османська імперія) 23 вересня 1617 у Буші (нині — село в Україні, Ямпільський район, Вінницька область).

## Передісторія
Польська та османська армії зустрілися, але вирішили вести переговори замість воювати. В цьому мирному договорі Річ Посполита погоджувалася поступитися Хотином та припинити втручання в справи Молдовського князівства.

## Умови
За угодою 1617 року погодилися, що Річ Посполита не втручатиметься у внутрішні справи васалів Османської імперії (Трансільванія, Молдовське князівство та Валахія). В свою чергу, Османська імперія обіцяла зупинити татарські набіги. Османська імперія також мала право втручатися в справи Трансільванії, Молдовського князівства та Валахії та вибирати правителів цього регіону.

## Наслідки
Договір порушений обома сторонами, оскільки козаки та татари продовжували рейд околиць. Це призвело до нової війни, але статус-кво був підтверджений в період після польсько-турецької війни (1620–1621) за договором в Хотині.